# 住友財団
公益財団法人住友財団（すみともざいだん、英: The Sumitomo Foundation）は、住友グループ主要20社により設立された、基礎科学、環境、芸術・文化、国際交流等の各分野で、研究や事業に対して助成を行う日本の公益財団法人である。

## 概要
住友家中興の祖である4代目当主住友友芳が、元禄4年（1691年）に幕府から稼行権を取得して以来、282年間に亙って稼行し、現在の住友の諸事業の礎となった別子銅山の開坑300年記念事業の一環として、1991年9月25日に住友グループ20社（白水会）の資金拠出（200億円）により設立された。2009年5月1日に公益認定を受けて新法人へ移行した。

## 設立目的
住友の事業精神、「自利利他公私一如」（じりりたこうしいちにょ）に沿って、人類社会の直面する諸問題の解決・改善を目的とする諸分野における研究及び事業に対し、国際的な視野をもって時代の要請に適った助成を行い、もって人類の豊かな社会建設に資することを目的とする。

## 主な活動内容
- 基礎科学研究助成
- 環境研究助成
- 文化財維持・修復事業助成
- 海外の文化財維持・修復事業助成
- アジア諸国における日本関連研究助成
- 国際交流に関する研究や事業に対する助成

助成額は毎年約3億5千万円。

## 歴代会長・理事長

### 会長一覧
1. 杉村隆 - 2016年6月退任（日本学士院長）
2. 野依良治 - 2016年6月就任（科学技術振興機構研究開発戦略センター長）

### 理事一覧
1. 住友吉左衛門（住友家17代目当主）

## 設立者
住友財団の設立者は下記の20社である。
- 住友化学
- 住友金属工業（現・日本製鉄）
- 三井住友銀行
- 住友金属鉱山
- 三井住友信託銀行
- 住友石炭鉱業（現・住石マテリアルズ）
- 住友電気工業
- 日本板硝子
- 住友不動産
- 住友軽金属工業（現・UACJ）
- 住友ベークライト
- 住友重機械工業
- 住友商事
- 住友生命保険
- 住友倉庫
- 三井住友海上火災保険
- NEC
- 住友大阪セメント
- 三井住友建設
- 住友林業